# Sauerlândia

Mapa da Alemanha. Em vermelho, a região de Sauerlândia

Sauerlândia (em alemão: Sauerland; lit. Terra amarga) é uma região montanhosa e pouco povoada da Alemanha, situada no sudeste do estado Renânia do Norte-Vestefália Como era fortemente dependente da silvicultura e da pastorícia, desenvolveu uma região de mineração de minério de ferro, servindo a área altamente industrializada do Ruhr.